# Стомпеторен
Стомпеторен (нід. Stompetoren) — село в нідерландській провінції Північна Голландія. Входить до муніципалітету Алкмар.
Його площа становить 11,15 км², а населення станом на 2021 рік складало 2 025 осіб.
Перша згадка про населений пункт датується 1680 роком.

## Галерея

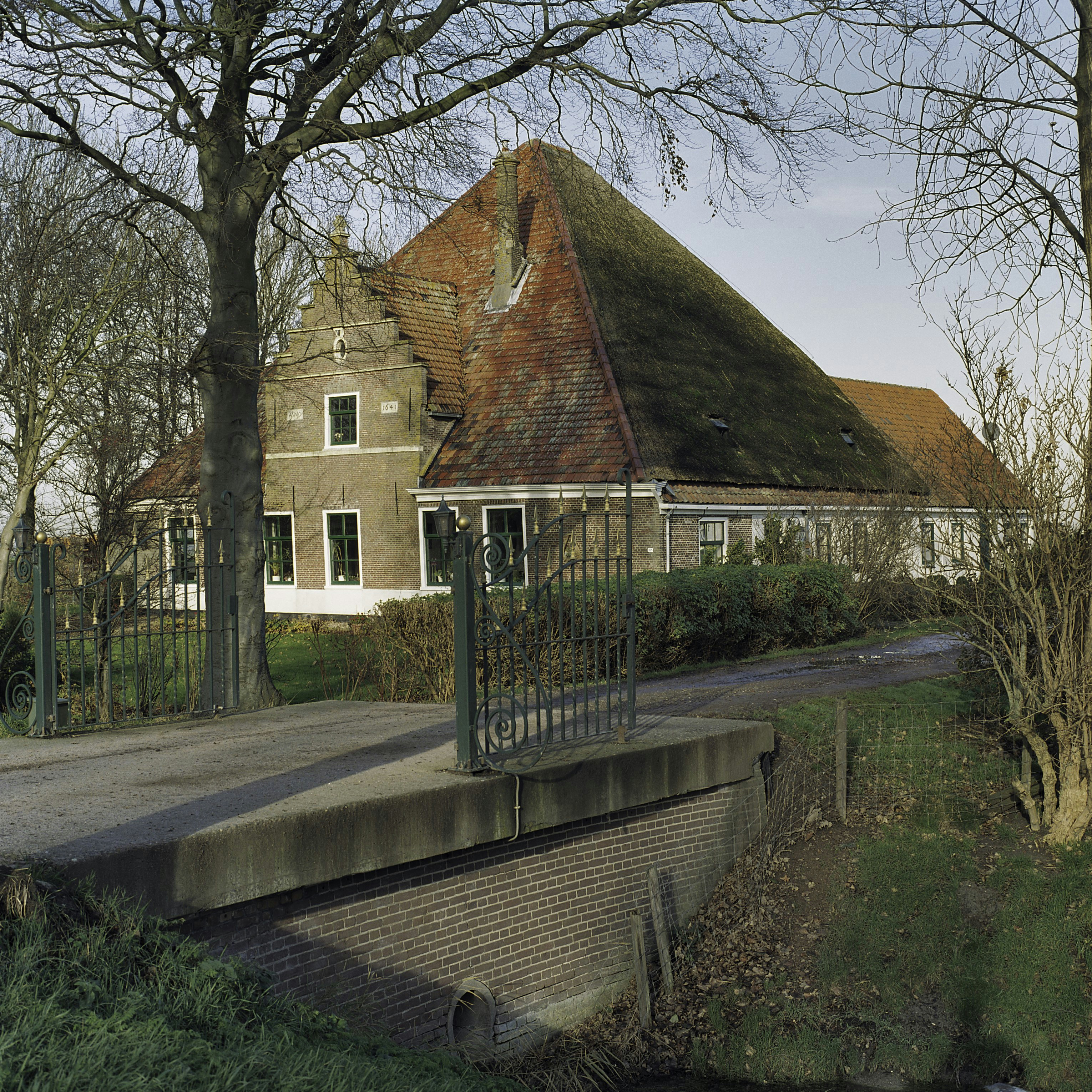
Ферма у Стомпеторені
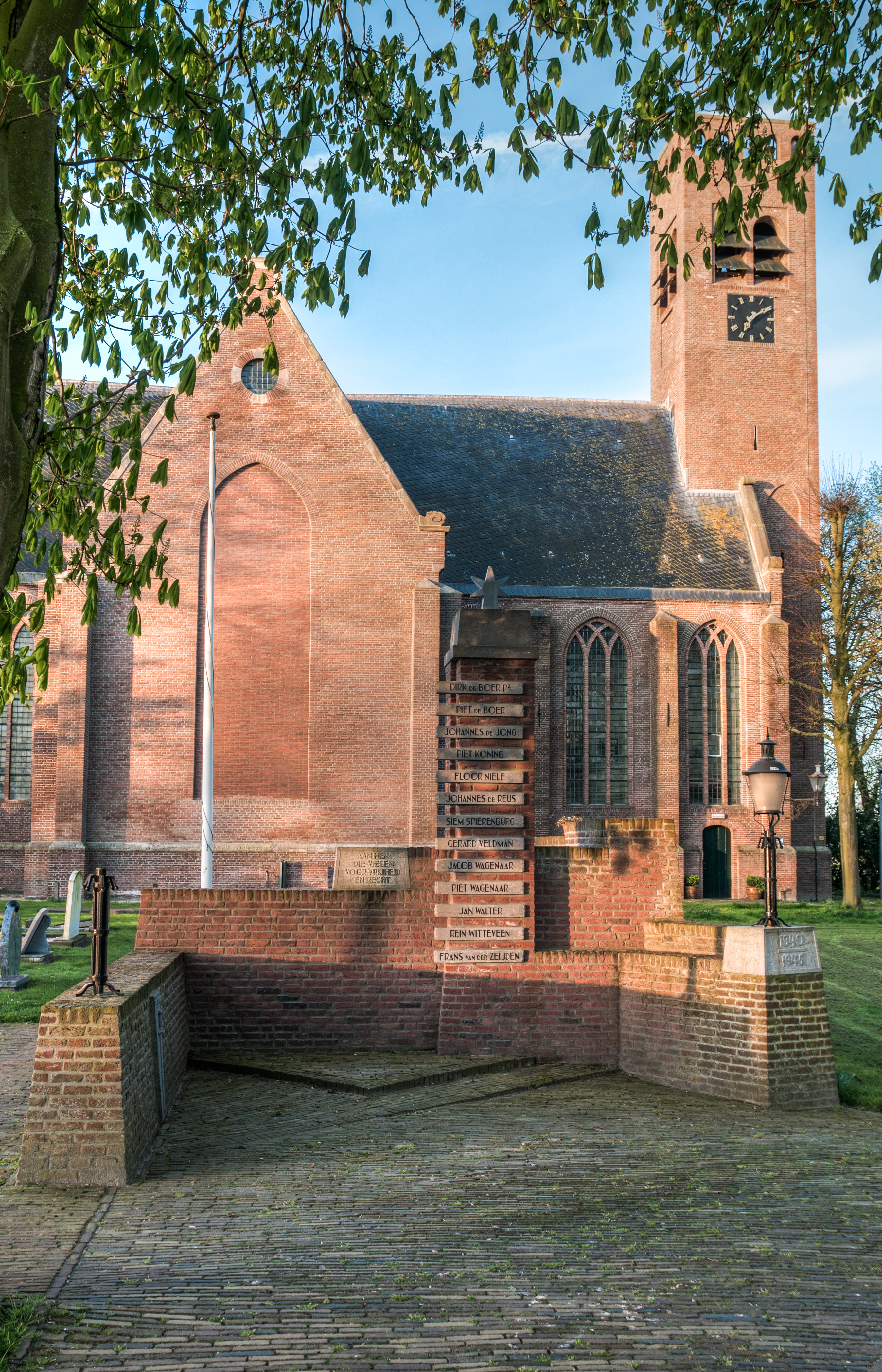
Воєнний меморіал
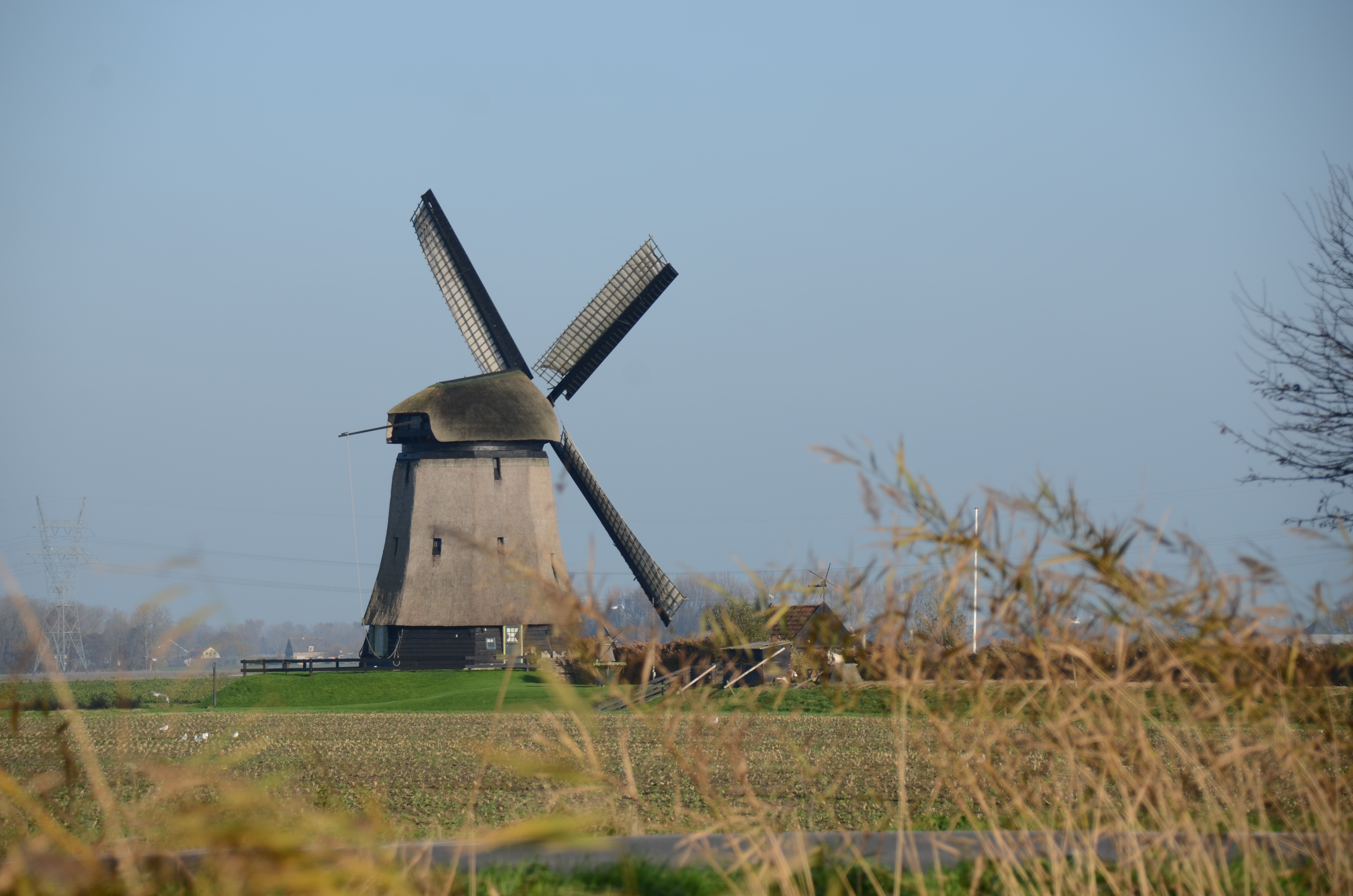
Вітряк у селі